# 吴休
吴休（1932年—），原名吴衍休，著名中国画画家。

## 生平
1932年生于四川成都。1949年肄业于四川省立艺专，1950年参加中国人民解放军十八兵团文工团为美术队员。1951年川北文工团和川北人民出版社，1952年加入中国共产党，1956年考入中央美术学院中国画系，毕业后被分配并考入北京中国画院研究生，1959年北京故宫博物院全国每站，作品《拜年》入选。1964年留任专业画家，1978年至1979年四川、安徽、湖北、湖南、云南等地的著名风景点写生。1985年出席中国美术家协会第四次会员代表大会，当选为中国美术家协会理事。1986年赴日本新加坡等地访问并参加巡回展览。1988年至1989年先后赴美国纽约、费城、南达科塔洲、华盛顿、旧金山等地访问，在各个大学讲学，并参加展览。并被美国中华文化艺术研究院聘为顾问。1990年参加中国、日本、台湾、美国旧金山等地展览，受聘为美国旧金山东方艺术画廊艺术顾问。1991年至1994年全国各地风景名胜写生，诗词、书画等收录如各大书刊。参加全国各地展览，受聘为新加坡第一文化中心艺术古文兼北京代表。1992年退休。

## 荣誉
1995年被美国传记研究院（ABI）收录进《五百位杰出人物》名录第四版，并列入1995年世界名人。

## 评价
吴休的山水﹑花鸟﹑人物画及书法﹑诗词作品曾多次在中国国内外参展﹑发表并多次获奖。出版有《吴休诗书画选集》﹑《咏荷——吴休诗书画》﹑《吴休画集》﹑《吴休山水诗》﹑《齐鲁游踪》（诗词书法集）﹑《画余论丹青》（文集）等作品。